# ویکسویل (مونتانا)
ویکسویل (به انگلیسی: Weeksville) یک منطقهٔ مسکونی در ایالات متحده آمریکا است که در شهرستان ساندرز، مونتانا واقع شده‌است. ویکسویل ۷٫۳۸ کیلومتر مربع مساحت و ۸۳ نفر جمعیت دارد و ۸۷۹ متر بالاتر از سطح دریا واقع شده‌است.